# Therizinosaurus
Genre
Espèce
Therizinosaurus est un genre éteint de dinosaures théropodes de la famille des Therizinosauridae. Il a vécu à la fin du Crétacé supérieur au Maastrichtien, il y a 70 à 66 millions d'années, en Chine et en Mongolie, dans la formation de Nemegt.
Therizinosaurus cheloniformis est la seule espèce connue, c'est l'espèce type du genre.

## Étymologie
Du grec ancien « therizo » signifiant « faucher » et « saurôs », « lézard » : le « lézard faucheur » pour signifier la présence de ses longues et puissantes griffes caractéristiques en forme de faux.

## Description
Therizinosaurus mesurait 5 mètres de haut, 9 mètres de long et pesait jusqu'à 6 tonnes.
il était herbivore et se servait sûrement de ses longues griffes pour détacher les feuilles des branches à la manière d’un peigne. Il pouvait également les utiliser comme moyen de défense contre les prédateurs de cette époque comme le tarbosaurus.

### Griffes

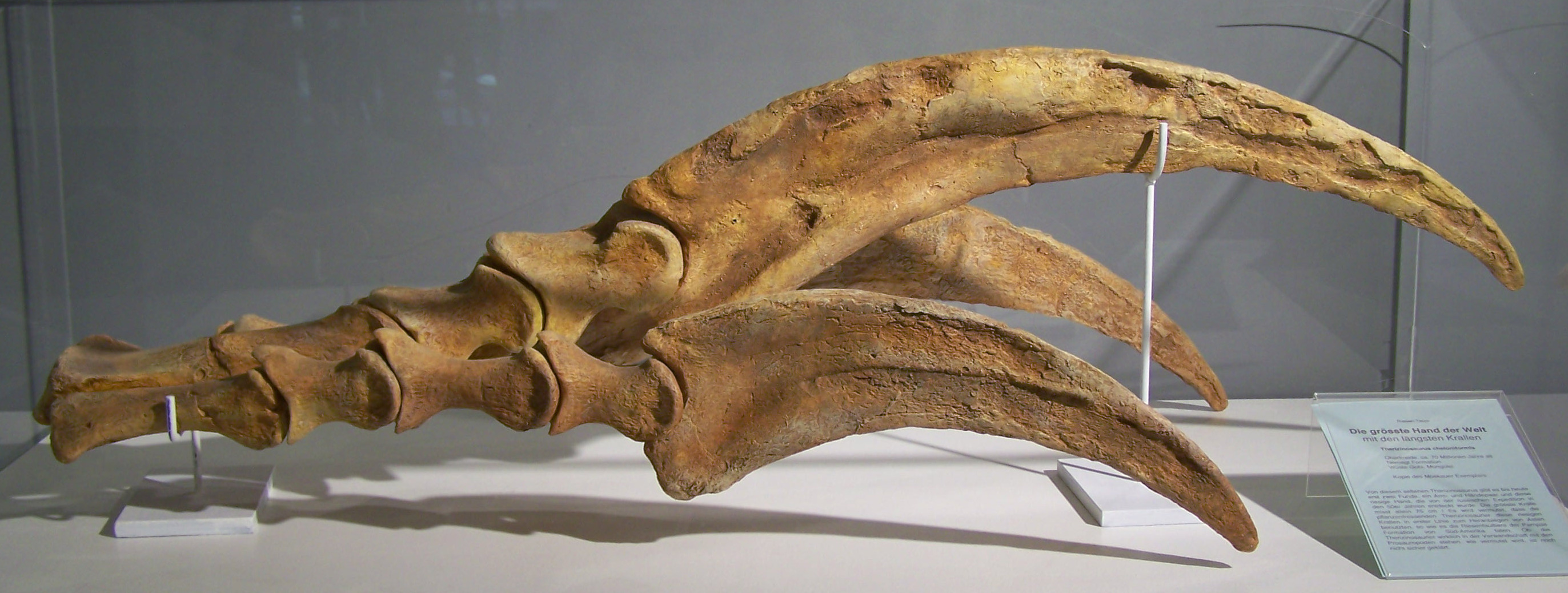
Réplique de griffes fossiles de Therizinosaurus cheloniformis trouvées en Mongolie (Formation de Nemegt, Crétacé supérieur).

La plupart des dinosaures théropodes ont des griffes plutôt petites. Leurs bras ne sont pas très puissants.
Les griffes de Therizinosaurus atteignaient 70 centimètres, les bras mesurant 2 mètres de long.
Les os des bras étaient massifs, avec de larges insertions musculaires bien marquées. L'animal avait sans doute des épaules et des bras très solides, particulièrement musclés.

### Apparence

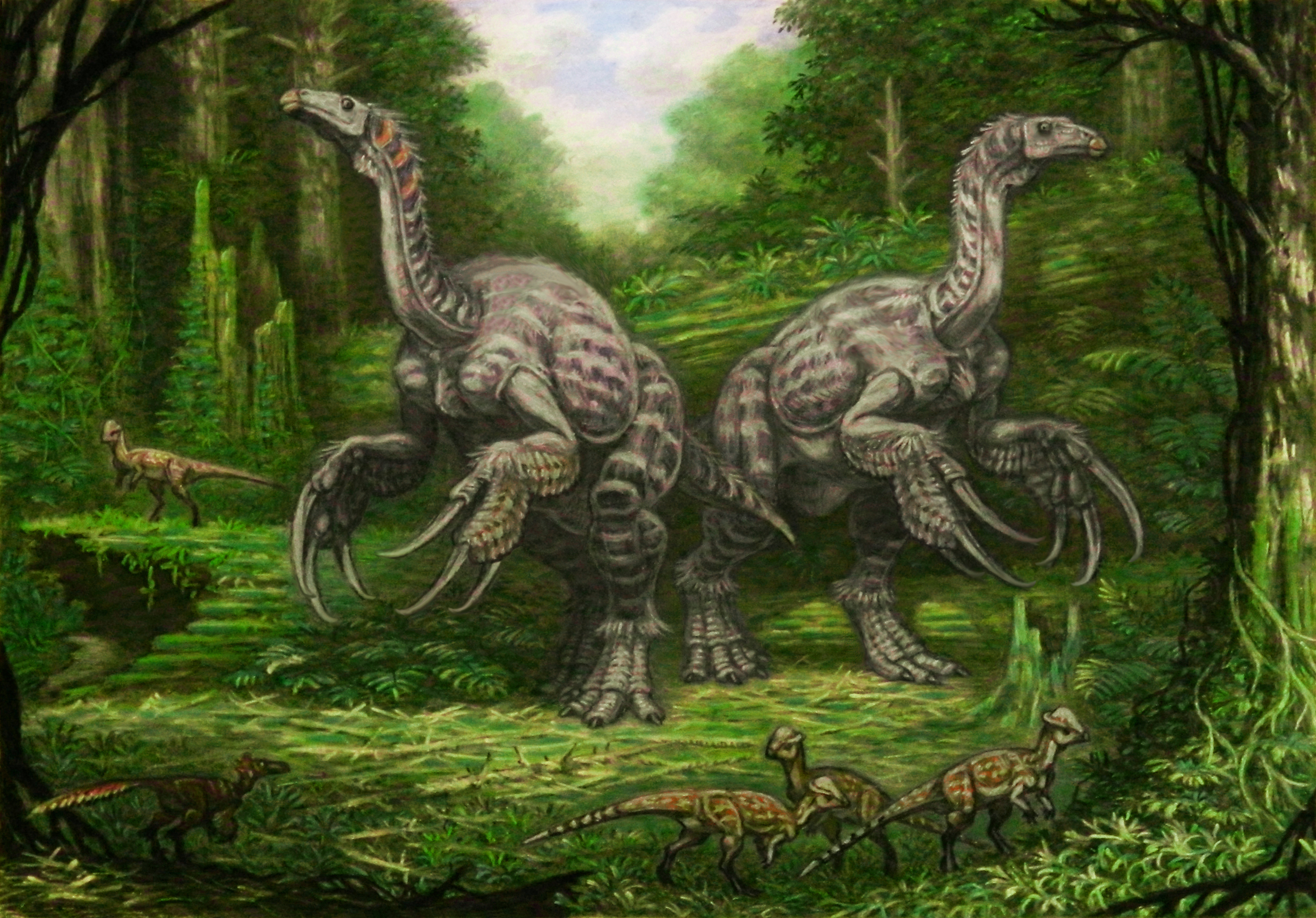
Reconstitution graphique de Therizinosaurus cheloniformis dans ce qui est aujourd'hui la Chine et la Mongolie.

Les paléontologues disposent de peu d'indices sur l'apparence de l'animal. Certains scientifiques pensent qu'il ressemblait à Plateosaurus, un dinosaure avec un long cou et une petite tête.
D'autres imaginent qu'il avait une queue et des membres postérieurs plus courts. Therizinosaurus aurait alors adopté une posture étrange quand il était debout : semblant toujours assis, avec le dos redressé et très droit.
Beaucoup d'os de Therizinosaurus ressemblent à ceux de deux dinosaures trouvés en Mongolie : Segnosaurus et Erlikosaurus. Ces trois dinosaures sont apparentés.
D'après la forme de ses dents, Therizinosaurus était végétarien.

## Therizinosaurusdans la culture populaire

### Cinéma
Therizinosaurus apparaît dans la série Jurassic Park. Il fait partie des dinosaures introduits dans le sixième opus, Jurassic World : Le Monde d'après, sorti en 2022.
Therizinosaurus apparaît également dans le film Dino King, sorti en 2012.
Il apparaît aussi dans le premier épisode de la série Safari préhistorique présentée par Nigel Marven et sortie en 2002.

### Jeux vidéo
Therizinosaurus apparaît dans le jeu vidéo Ark: Survival Evolved, dans Jurassic World: le jeu.
Il apparaît dans le jeu vidéo Dino : Crisis sorti en 2009 où il est présenté comme un carnivore de moyenne taille. 
Il est également présent en tant que mod jouable dans le jeu vidéo Path of Titans.
Il est également présent dans Jurassic World Evolution 2.